# Helina circulatrix
Helina circulatrix är en tvåvingeart som först beskrevs av Walker 1861.  Helina circulatrix ingår i släktet Helina och familjen husflugor. Inga underarter finns listade i Catalogue of Life.